# Raatzbrockmannia boulardi
Raatzbrockmannia boulardi är en insektsart som beskrevs av Thierry Bourgoin 1993. Raatzbrockmannia boulardi ingår i släktet Raatzbrockmannia och familjen Tettigometridae. Inga underarter finns listade i Catalogue of Life.